# 라샤드 알알리미

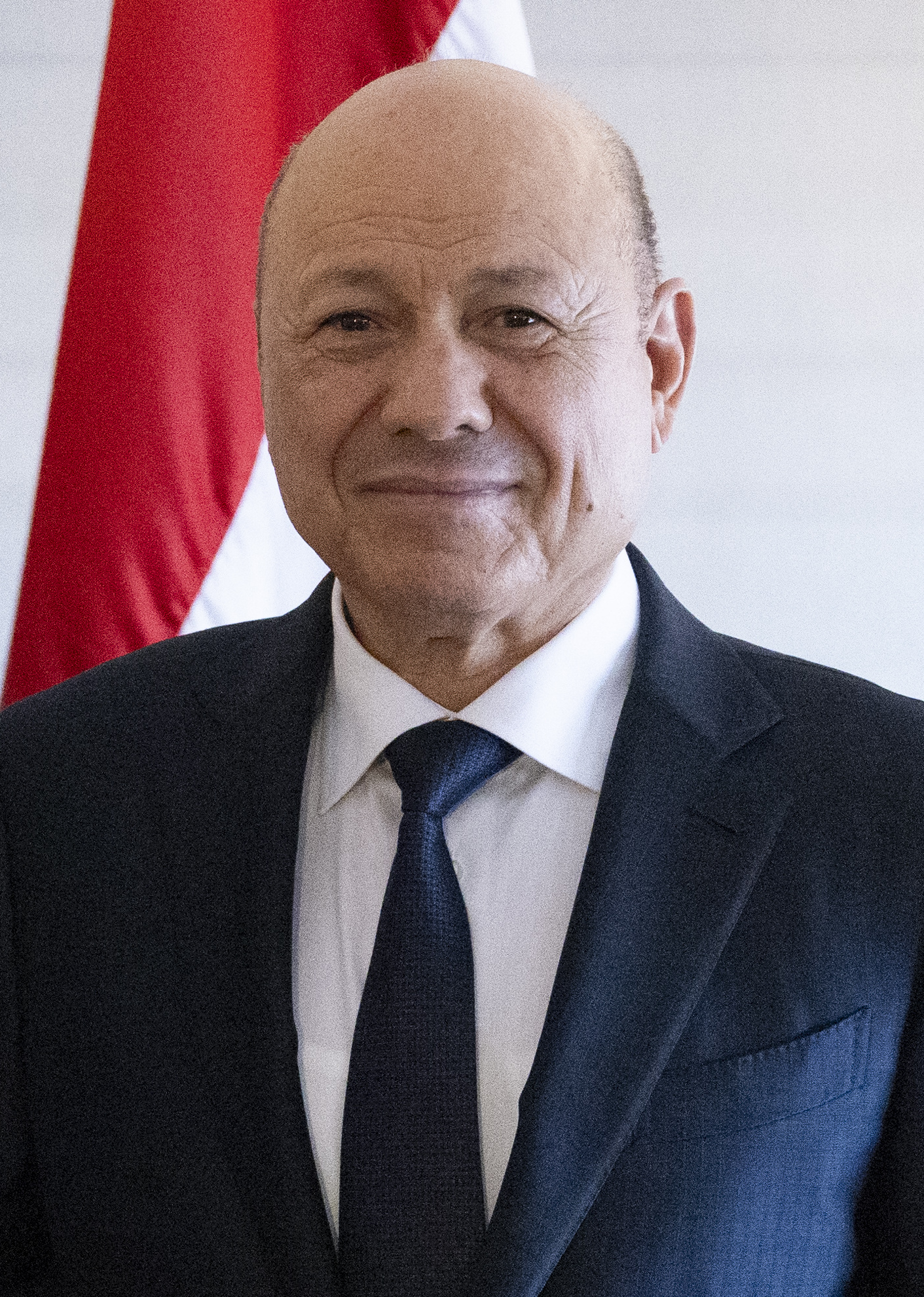
2023년 모습

라샤드 알알리미(Rashad al-Alimi, 본명: 라샤드 무함마드 알알리미, 아랍어: رجاد محمد العليمي, 로마자 표기: Rashād Muḥammad al-`Ulaymī, 1954년 1월 15일 ~ )는 예멘의 정치인으로 현재 2022년 4월 7일부터 대통령 리더십 위원회 의장직을 맡고 있다.

## 어린 시절과 교육
라샤드 알알리미는 1954년 1월 15일 타이즈주의 마을인 알알룸(Al-Aloom)에서 태어났으며 판사 모하메드 벤 알리 알알리미(Mohammed ben Ali al-Alimi)의 아들이다. 1969년 사나에 있는 가말 압델 나세르 고등학교를 졸업했다. 이후 1975년 쿠웨이트 경찰대학에서 군사학 학사 학위를 취득했고, 1977년 사나 대학에서 인문학 학사 학위를 취득했다. 1984년부터 1988년까지 이집트 아인 샴스 대학교에서 사회학을 전공했다.